# Bernardo Javier González Riga

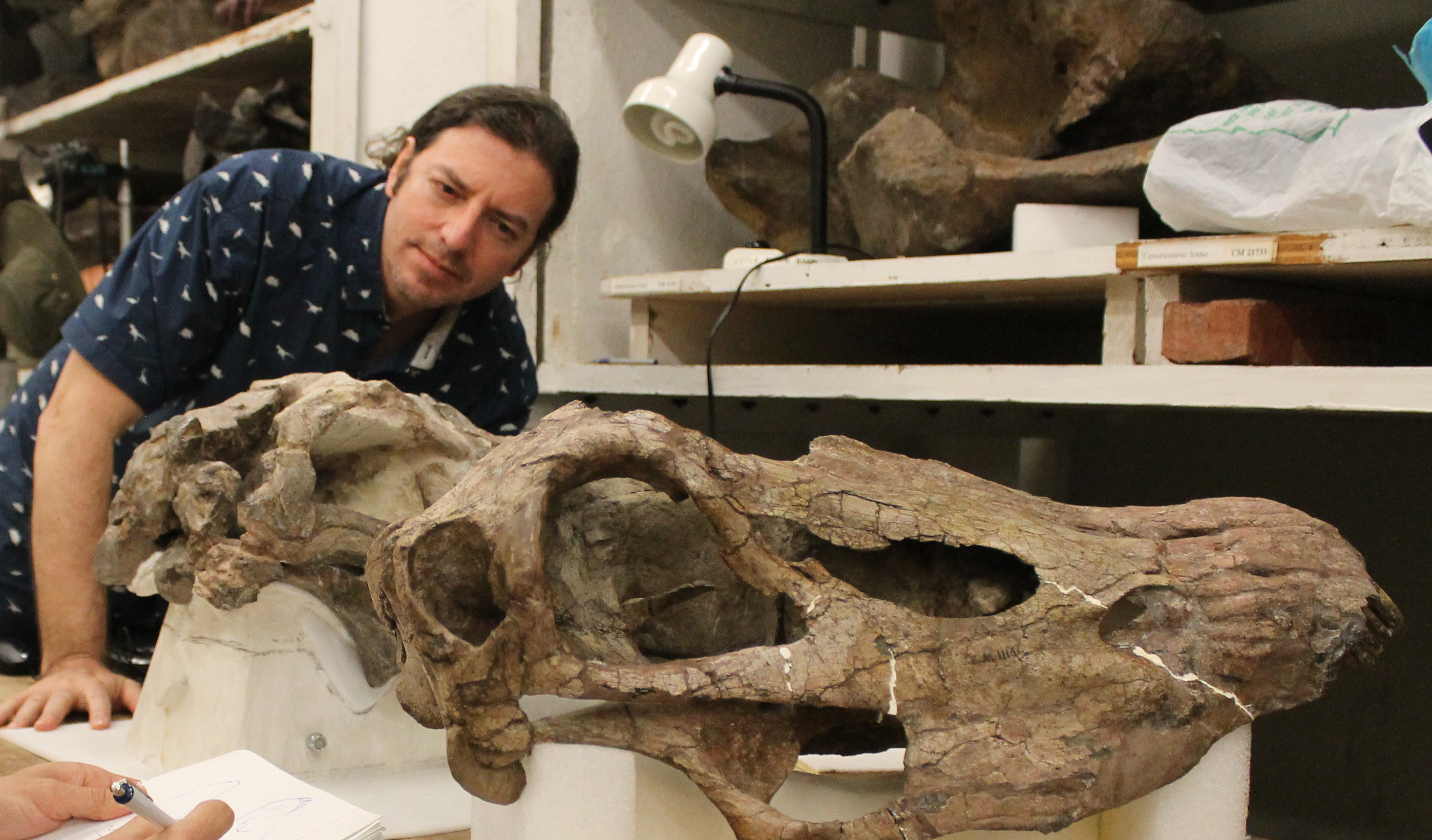
El paleontólogo Bernardo J. González Riga analizando un cráneo de Apatosaurus en el Carnegie Museum of Natural History (United States of America).

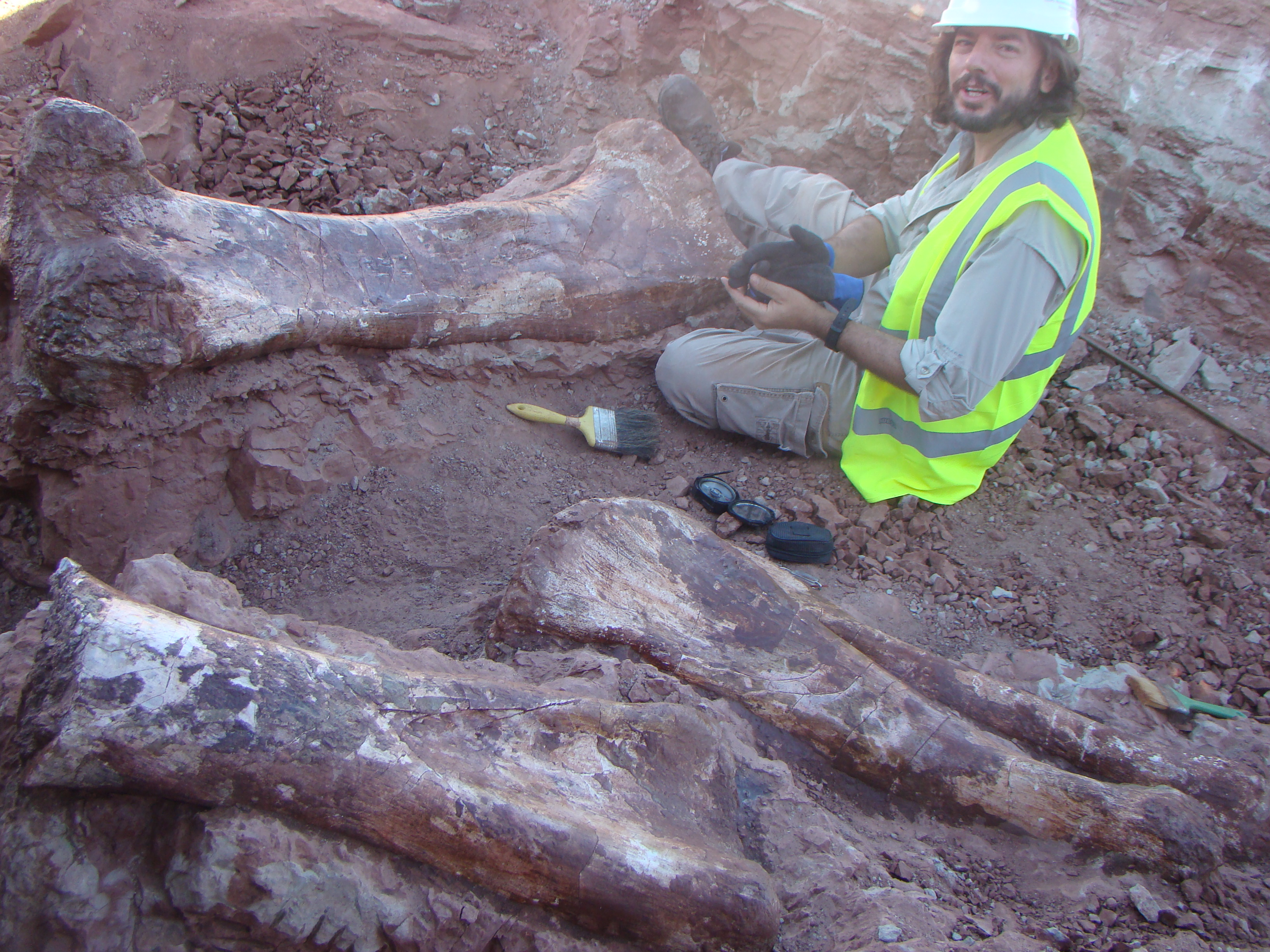
El Paleontologo Dr. González Riga trabajando para una empresa minera, en la protección de restos fósiles durante la excavación de terreno para obras.

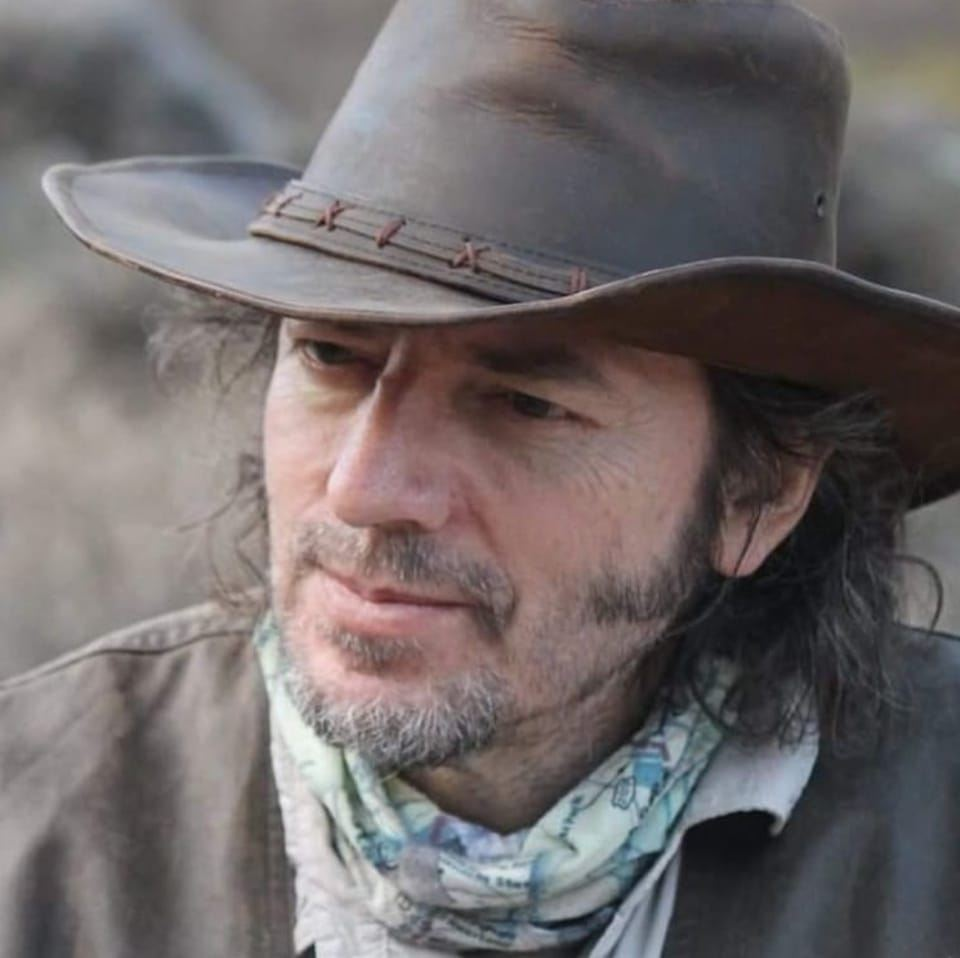
Bernardo J. González Riga excavando dinosaurios durante los trabajos de campo.

Bernardo Javier González Riga es un geólogo y paleontólogo argentino nacido en la provincia de Mendoza (Argentina) que desarrolla exploraciones y estudios en Argentina, Chile, Brasil, Inglaterra y Estados Unidos. Obtuvo su título de Geólogo (1995) y de Doctor en Ciencias Geologicas (2002) en la Universidad Nacional de Córdoba, con la calificación «10 Laureado». Asimismo, en el año 2023 ha sido nombrado Research Associate en el Museo Carnegie de Historia Natural de Estados Unidos.  
González Riga ha liderado numerosos proyectos de promoción tecnológica, como la creación de la carrera de Licenciatura en Geología en la Universidad Nacional de Cuyo, habiéndose desempeñado como su primer Director.   
Lideras las investigaciones sobre dinosaurios, geología y recursos naturales, habiendo realizado numerosos descubrimientos, entre ellos, el enorme dinosaurio Notocolossus, una de las especies más grandes que se conocen en el mundo. Su trabajo comprende investigación científica, promoción y gestión tecnológica, creación de nuevas carreras universitarias de proyección tecnológica-económica, descubrimiento y protección de yacimientos paleontológicos, docencia, formación de recursos humanos y divulgación científica. Es director y fundador del Museo y Laboratorio de Dinosaurios de la Universidad Nacional de Cuyo, donde también se desempeña como profesor titular. Asimismo, es investigador del Consejo Nacional de Investigaciones Científicas y Técnicas de Argentina. Ha realizado diversas acciones para la protección de restos fósiles y áreas naturales.  

## Descubrimientos
Sus investigaciones se centran en el estudio de dinosaurios, particularmente saurópodos, con énfasis en la sistemática filogenética, la icnología y la tafonomía. Sus contribuciones se centran en aspectos biológicos vinculados al gigantismo de estos dinosaurios, su modo de vida y locomoción. También ha realizado numerosas exploraciones en terrenos del Cretácico, a fin de estudiar las faunas y los ambientes sedimentarios vinculados a los últimos dinosaurios saurópodos.   
Descubrió el primer dinosaurio saurópodo de Mendoza, Mendozasaurus, el cual se ha preservado en asociaciones óseas de desbordamientos (overbank bone assemblages) de sistemas fluviales meandriformes, propios de los ambientes continentales del Cretácico de la Cuenca Neuquina. También ha descubierto y/o estudiado junto con otros paleontólogos, nuevas especies de dinosaurios saurópodos (Malarguesaurus, Quetecsaurus,  Futalognkosaurus, Rinconsaurus, Muyelensaurus, Baalsaurus Ligabuesaurus, Chucarosaurus, Arackar, Baalsaurus), dinosaurios ornitópodos tales como Lapampasaurus y Sektensaurus, y tortugas (e.g. Linderochelys y Mendozachelys).  

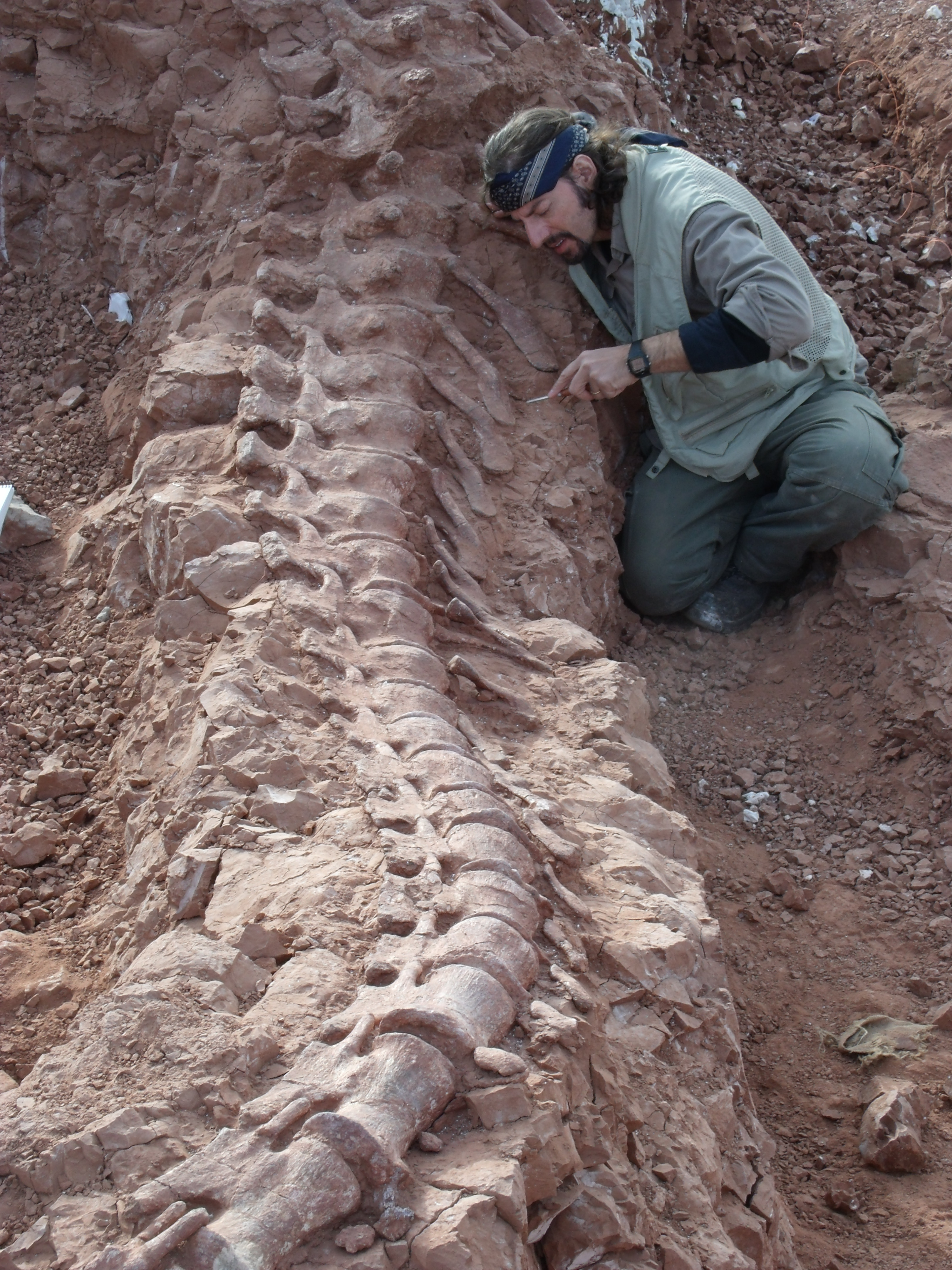
El Paleontologo Dr. González Riga excavando el esqueleto articulado de una nueva especie de dinosaurio saurópodo en estratos Cretácicos de Argentina.

También ha descubierto en Mendoza los primeros yacimientos de huellas fósiles de dinosaurios, los cuales constituyen uno de los mayores de América del sur. A partir de este descubrimiento, su equipo ha gestionado la protección de los yacimiento para su aprovechamiento científico, cultural y turístico como Parque Huellas de Dinosaurios de Malargúe. Las huellas más numerosas (alrededor de 400) han sido denominadas Titanopodus y fueron realizadas por saurópodos titanosaurios de porte medio (ca. 13 metros de longitud) que caminaban agrupados hace 72 millones de años, en ambientes deltaicos dominados por mareas. Su análisis brinda evidencias sobre aspectos biológicos relacionados con la locomoción y el hábito gregario de estos enormes vertebrados, aspectos que permiten ampliar el conocimiento sobre los cambios climáticos a fines del Cretácico, cerca de la extinción de los dinosaurios no avianos y las estrategias de supervivencia de los últimos grandes dinosaurios. Recientes estudios han permitido reconocer otro icnotipo de huellas fósiles, las que han sido designadas Teratopodus. 
Entre sus descubrimientos se destaca Notocolossus, uno de los tres dinosaurios más grandes del mundo. También participaron de este estudio los paleontólogos Matthew Lamanna, Leonardo Ortiz David, Jorge Orlando Calvo y Juan P. Coria.
Uno de los últimos estudios del año 2019 revela la presencia de un nuevo linaje de titanosaurios, Colossosauria que agrupan a los dinosaurios gigantes del Cretácico, y de hecho, los mayores del mundo. Los colossosaurios o «saurios colosos» comprenden a las especies Notocolossus, Patagotitan, Argentinosaurus y Puertasaurus, entre otros.

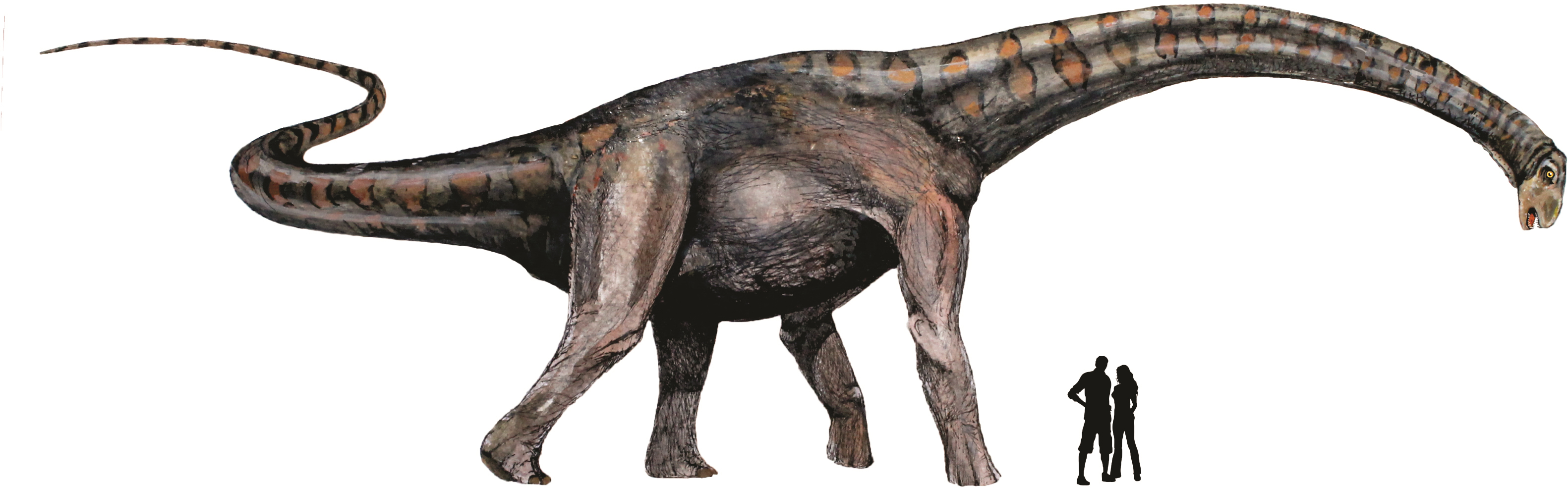
Notocolossus, uno de los dinosaurios más grandes del Mundo. Ilustración de su descubridor, paleontólogo Dr. Bernardo J. González Riga.

## Gestión tecnológica: creación de la carrera de Geología y promoción de las ciencias empíricas
CARRERA "LICENCIATURA EN GEOLOGIA". Ha sido el propulsor y primer director de la carrera de Licenciatura en Geología en la Facultad de Ciencias Exactas y Naturales de la Universidad nacional de Cuyo. Esta carrera tiene un enorme impacto tecnológico que favorece el crecimiento técnico y económico para la región y país. 
González Riga es profesor de Ciencias de la Tierra y Paleontología evolutiva de Vertebrados en la Facultad de Ciencias Exactas y Naturales de la Universidad Nacional de Cuyo. Promueve un compromiso ético con los entornos naturales y la conservación de los restos fósiles como patrimonio para el desarrollo de la ciencia y la cultura. Sus métodos de enseñanza incluyen estrategias de comunicación directa entre estudiante-docente y un trabajo cooperativo y solidario,  base para lograr estudios multidisciplinarios. Ha desarrollado actividades educativas que incluyen la participación de jóvenes en investigaciones, expediciones científicas, congresos y conservación de huellas fósiles. 
ASESORAMIENTO PARA EMPRESAS (MINERAS y PETROLERAS). Posee una amplia trayectoria en la preservación del patrimonio paleontológico, en el campo de propuestas legislativas, como también en proyectos para rescatar fósiles durante la remoción de terreno durante obras. Este asesoramiento es crucial al momento de proteger los fósiles como bienes de la sociedad, haciendo cumplir las leyes argentinas en la materia.

## Creación de laboratorios y parques naturales
(1) PARQUE NATURAL CORDÓN DEL PLATA. Bernardo González Riga ha participado en numerosas actividades para proteger los entornos naturales, la biodiversidad y los fósiles. Fue integrante del equipo autor de la propuesta de creación del Parque Provincial del Cordón del Plata en la cordillera de los Andes de Mendoza, Argentina. El equipo autor de este proyecto estuvo integrado por investigadores y profesionales de institutos del Centro Científico Tecnológico de Mendoza (Roberto Barcena, Darío Trombotto, Eduardo Méndez y Bernardo González Riga, Fernando Videla y José Hernández) y fue sancionado en la Cámara de Diputados en el año 2011. Tuvo como objetivo preservar los glaciares y los ríos como recursos vitales para la región de Cuyo, la fauna y la flora, el paisaje y los yacimientos paleontológicos y arqueológicos.

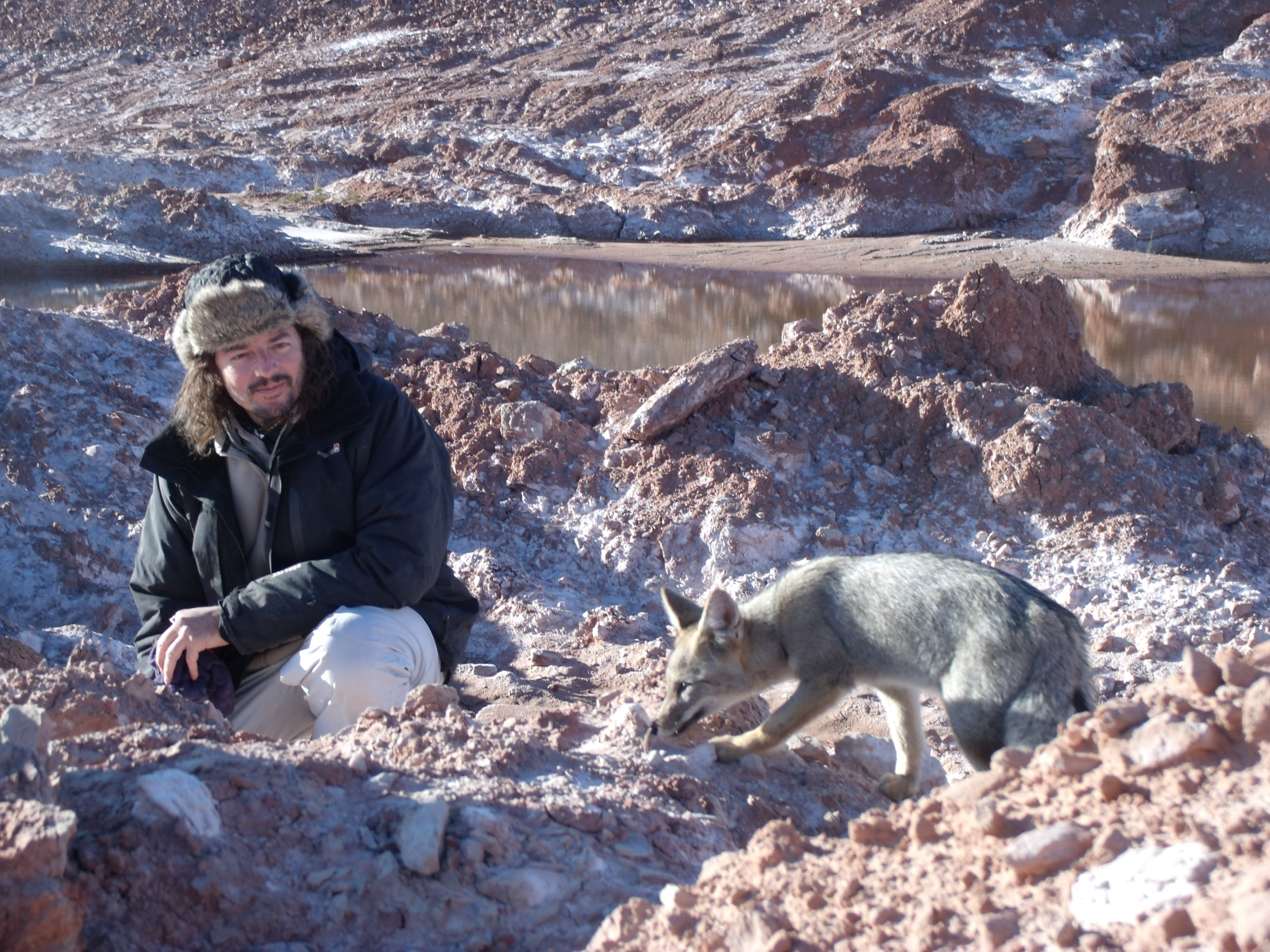
La preservación de ecosistemas mediante la creación de parques naturales es una línea de acción de Bernardo González Riga y equipo de investigadores de Mendoza.

(2) PARQUE CRETÁCICO HUELLAS DE DINOSAURIOS. Ha trabajado en la creación y protección del Parque Cretácico Huellas de Dinosaurios de Malargüe. Este yacimiento de huellas fósiles de dinosaurios, que dio origen posteriormente a al parque, fue descubierto por González Riga en el año 2006 y desde entonces, ha sido objeto de investigaciones y programas de preservación patrimonial. Estos trabajos de gestión y de preservación patrimonial in situ, ha sido realizados junto a Mercedes Prámparo (Investigadora del CONICET) y el equipo del Laboratorio y museo de Dinosaurios.

(3) LABORATORIO Y MUSEO DE DINOSAURIOS. En el año 2012, Bernardo J. González Riga propuso la creación del Laboratorio y Museo de Dinosaurios en Mendoza. Es un laboratorio de investigación "abierto a la sociedad" con cuatro objetivos complementarios: a) investigación científica, b) enseñanza y capacitación de recursos humanos, c) preservación del patrimonio paleontológico y, d) divulgación científica. Durante los primeros  años, esta institución ha sido sede de exposiciones de fósiles, talleres, conferencias, cursos, pasantías y diversas actividades en cooperación con otros museos y parques científicos.

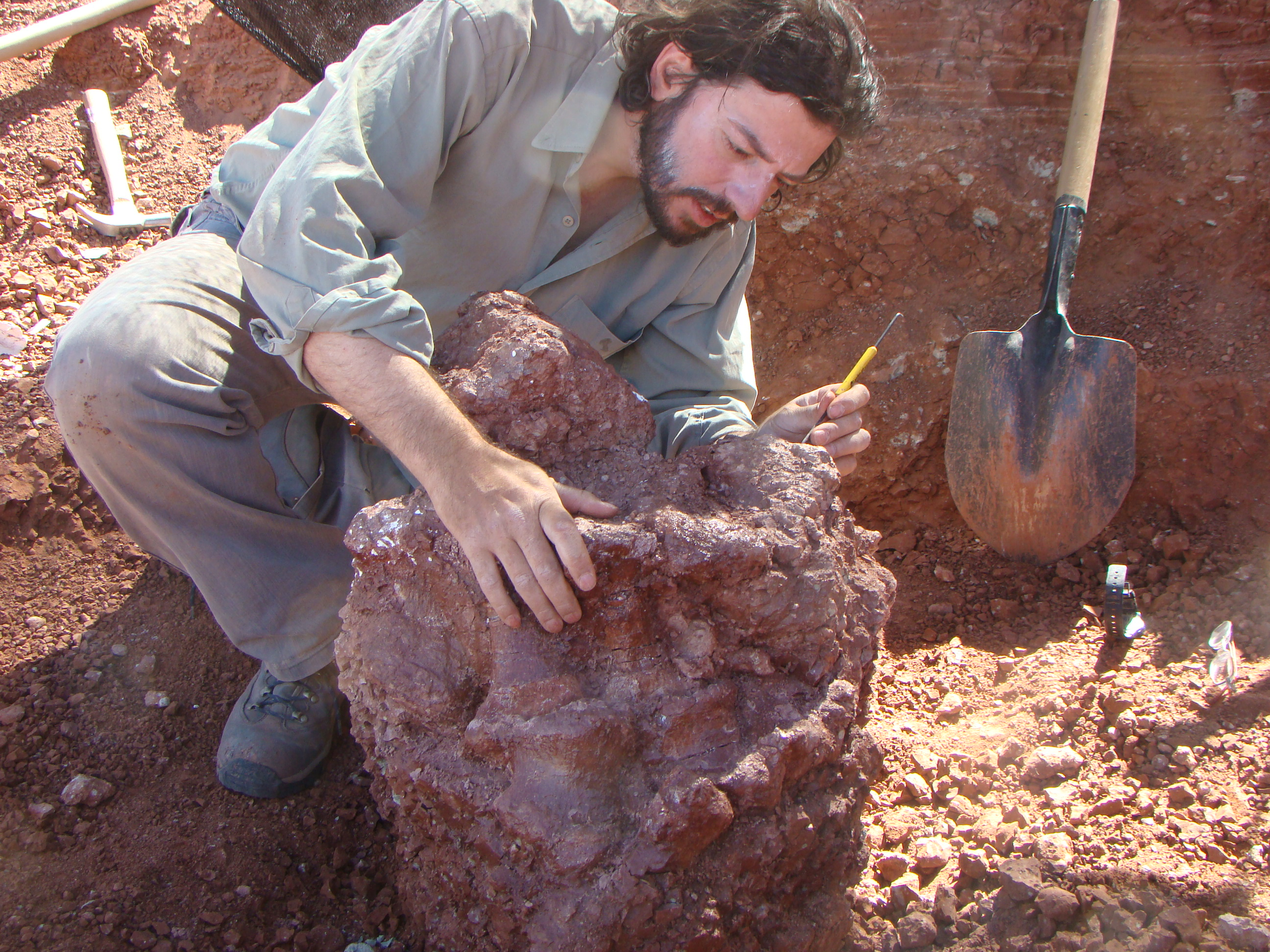
El paleontologo Bernardo J. González Riga descubriendo el pie del dinosaurio gigante Notocolossus.

## Distinciones y premios
- 2016. - Distinción científica, Grupo editorial de la revista científica Nature. Recibió la distinción por su artículo científico sobre el dinosaurio Notocolossus. La distinción TOP 100 implica que es uno de los 100 artículos más importantes de esta revista, entre los 20,000 artículos de mayor impacto global. 
- 2016 -Distinción científica, Revista científica Ameghiniana. Recibió una distinción por su artículo científico sobre el dinosaurio Quetecsaurus. La distinción se refiere a la calidad de la investigación y su impacto en la comunidad científica.
-2017. Nominación / Premio Internacional, 2017. El Dr. B.J. González Riga fue nominado para concursar en el premio internacional Fronteras del Conocimiento en el año 2016. Fue postulado por Sr. Rector de la Universidad Nacional de Cuyo y recibió la adhesión de 8 instituciones científicas de Argentina, Chile, Brasil y Estados Unidos.
- 2018. Mención honorífica / Fondo Nacional de las Artes, Buenos Aires. Distingue con mención honorífica al Equipo del Museo y Laboratorio de Dinosaurios por su trayectoria en la investigación y protección del patrimonio cultural.
- 2019. Distinción de la Cámara de Diputados de Mendoza (Argentina) al Equipo del Laboratorio y Museo de Dinosaurios, a cada uno de sus integrantes, y a su director y fundador, Dr. Bernardo González Riga  por "su valioso aporte en la investigación científica, educación y protección de restos fósiles como bienes culturales de la provincia de Mendoza y de la Nación Argentina”.
- 2019. Distinción de la Cámara de Senadores de Mendoza (Argentina) “por trayectoria de 25 años al servicio de la investigación científica, extensión social y protección de restos fosiles como bienes culturales de la provincia de Mendoza y de la Nación Argentina”^. El acto de reconocimiento fue realizado en el auditorio de la Facultad de Ciencias Exactas y Naturales de la Universidad Nacional de Cuyo y asistieron autoridades de CONICET, Universidad Nacional de Cuyo y legisladores de la Cámara Alta.
- 2023. Ha sido nombrado Research Associate en el Museo Carnegie de Historia Natural de Estados Unidos.